# Suphalomitus formosanus
Suphalomitus formosanus är en insektsart som beskrevs av Peter Esben-Petersen 1913. 
Suphalomitus formosanus ingår i släktet Suphalomitus och familjen fjärilsländor. Inga underarter finns listade i Catalogue of Life.